# Venzone
Venzone (furlanisch Vençon, slowenisch Pušja vas, deutsch Peuscheldorf beziehungsweise Peuschelsdorf) ist eine italienische Gemeinde mit 1933 Einwohnern (Stand 31. Dezember 2023) in der Region Friaul-Julisch Venetien am Eingang in das Canale del Ferro (Eisental), der Fortsetzung des Kanaltals.
Venzone ist Mitglied der Vereinigung I borghi più belli d’Italia („Die schönsten Orte Italiens“).

## Geschichte
Die günstige geographische Lage am Eingang zu den Alpentälern machte Venzone schon zur Zeit der Kelten (500 v. Chr.) zu einem wichtigen Grenzort. Den Kelten folgten die Römer, die aus Venzone ihr „statio“ entlang der Via Julia Augusta, die von Aquileia in den nördlichen Märkten führte, machten. Verschiedene archäologische Funde, die während der Restaurierungsarbeiten am Dom gefunden wurden, bestätigen die Präsenz eines römischen Gebäudes an diese Stelle.

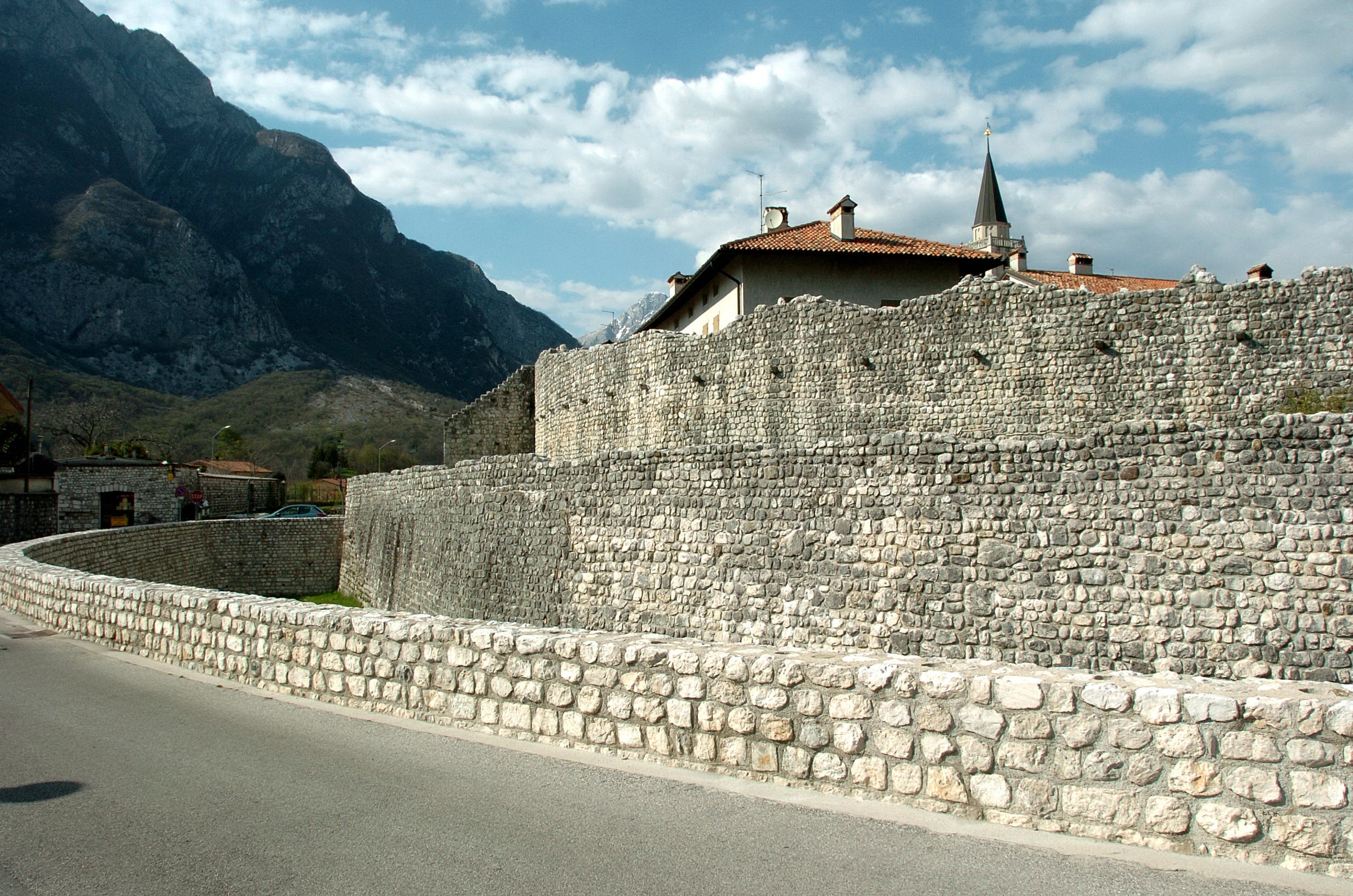
Ringmauer und Wassergraben

In den darauf folgenden Jahrhunderten zogen Markomannen, Westgoten, Hunnen, Ostgoten, Byzantiner, Langobarden und Karolinger durch das Gebiet. Während der Herrschaft der Karolinger (776–952) wurde die erste städtebauliche Einheit in Venzone geschaffen. 923 wurde Venzone erstmals offiziell im Clause de Abintione erwähnt. Im Jahre 1077 wurde Venzone unter das Patriarchat von Aquileia gestellt. Von nun an war die Kontrolle des Handelsverkehrs wichtigste Aufgabe des Ortes. Im Jahre 1200 übergab das Patriarchat von Aquileia der Familie Mels Venzone als Lehen. Der Familie Mels ist es zu verdanken, dass im Jahre 1247 Venzone Gemeinde wurde und 1252 das Recht erhielt, einen Wochenmarkt abzuhalten.
1258 ließ Glizolio di Mels eine doppelte Stadtmauer samt tiefem Festungsgraben errichten. Im Jahre 1336 kam Venzone, nachdem das Gemeindelehen im Jahr zuvor dem Grafen von Görz abgetreten worden war, unter Patriarch Bertram von St. Genesius wieder unter die Herrschaft des Patriarchats von Aquileia.
Vom Erdbeben von Friaul 1348 gibt es glaubhafte Berichte schwerer Schäden.
1420 schließlich wurde Venzone in die Republik Venedig eingegliedert. Damit begann für den Ort der wirtschaftliche Niedergang – vor allem deshalb, weil der Handelsverkehr, der über Jahrhunderte die einzige Einnahmequelle darstellte, nun andere Wege bevorzugte.
Im Jahre 1797 wurde Venzone von französischen Truppen Napoléons erobert; nach dem Frieden von Campo Formio kam es bis 1866 unter österreichische Herrschaft.
1965 wurde es, inzwischen zur italienischen Provinz Udine gehörend, zum Nationalmonument erklärt.

## Erdbeben 1976
Am 6. Mai 1976 wurde der Ort nahezu komplett zerstört, als um 20:59 Uhr ein Erdbeben 56 Sekunden lang Friaul erschütterte. Die Erdstöße erreichten eine Intensität von VIII bis IX auf der zwölfstufigen Mercalliskala und wurden als zerstörend bis verwüstend klassifiziert. In Venzone gab es 47 Todesopfer. Bereits in den ersten Tagen nach der Katastrophe organisierte ein Bergungsausschuss die Bergung der beweglichen Kulturgüter. Venzone war schwer betroffen, jedoch nicht ausgelöscht. Die vollständige Zerstörung der Altstadt, der Festungsmauern und des Doms verursachte ein Nachbeben am 15. September 1976.
Die Bevölkerung schloss sich 1977 zu einem Bürgerkomitee zusammen und forderte den lückenlosen Wiederaufbau des Dorfes. Das zuständige Ministerium war aber auch mit einer zweiten Eingabe befasst: Das Baubüro der Gemeinde wollte alle Gebäudereste beseitigen und Venzone mit Fertigbau-Elementen neu aufbauen lassen.
Es wurden jedoch die Pläne des Bürgerkomitees übernommen. Man entschied, die zerstörten Häuser nicht einfach zu ersetzen, sondern sämtliche Trümmer wieder so zusammenzusetzen, wie sie vor der Katastrophe angebracht waren. Um dieses Vorhaben umsetzen zu können, wurden Fotos des Ortes zusammengetragen, um einzelne herumliegende Mauerstücke identifizieren zu können. Weiter beschloss man, an den erfolgreich rekonstruierten Stellen keine neuen Fassaden anzubringen. Lediglich die Stellen, die nicht mehr aus den Trümmern wiederhergestellt werden konnten, wurden mit einer Fassade versehen. Dank dieser Entscheidung kann man sich heute als Besucher des Ortes ein Bild der menschlichen Höchstleistung machen, die die Einwohner Venzones im Zuge des Wiederaufbaues ihres Ortes erbrachten. Auch große Teile des Doms konnten auf diese Weise rekonstruiert werden. Die kahlen Mauerstücke innen und außen zeigen die Verluste. Im offenen Rathaus-Palast erinnert eine Bilddokumentation an die Katastrophe und den Wiederaufbau.

## Sehenswürdigkeiten

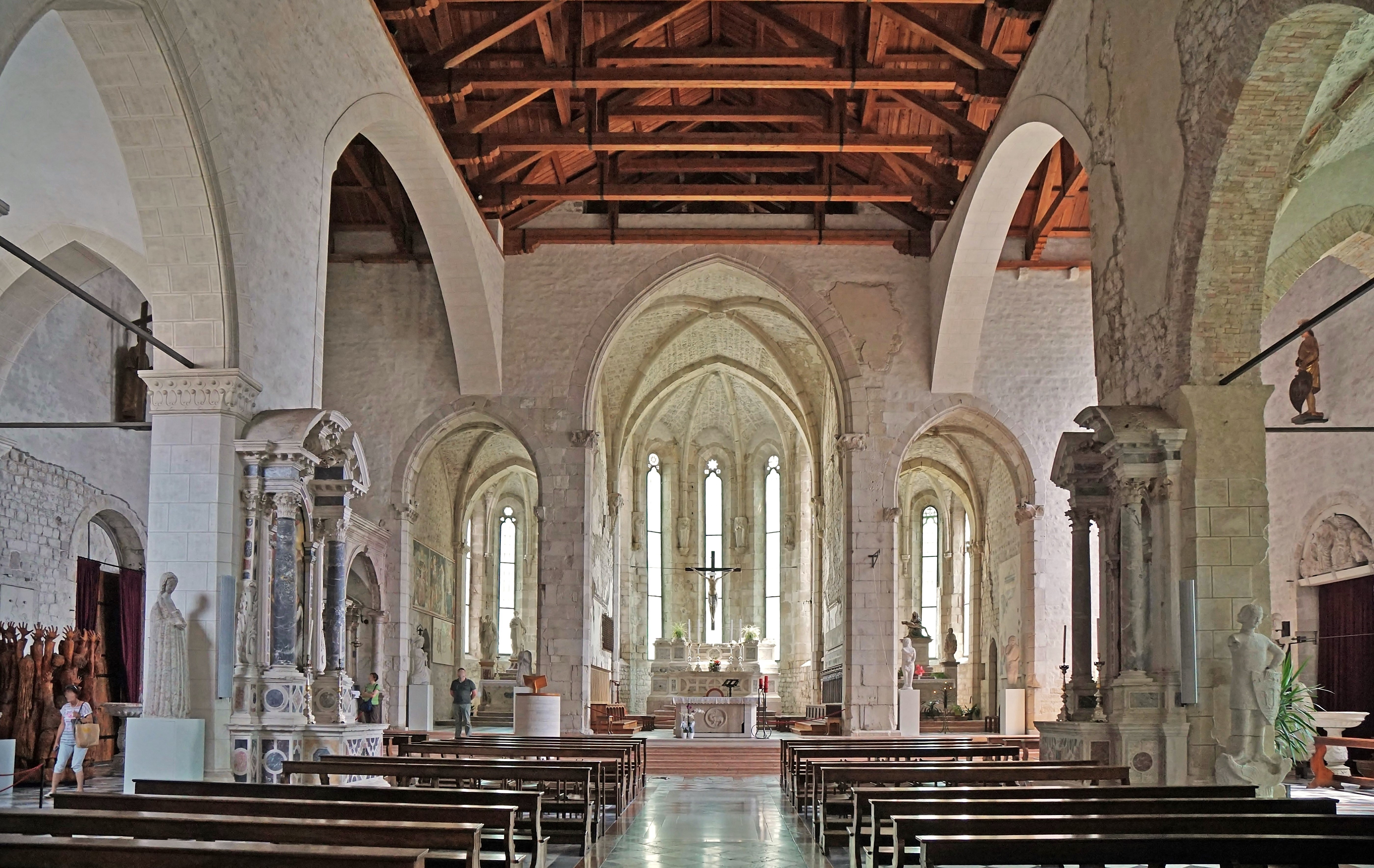
Innenansicht des Domes

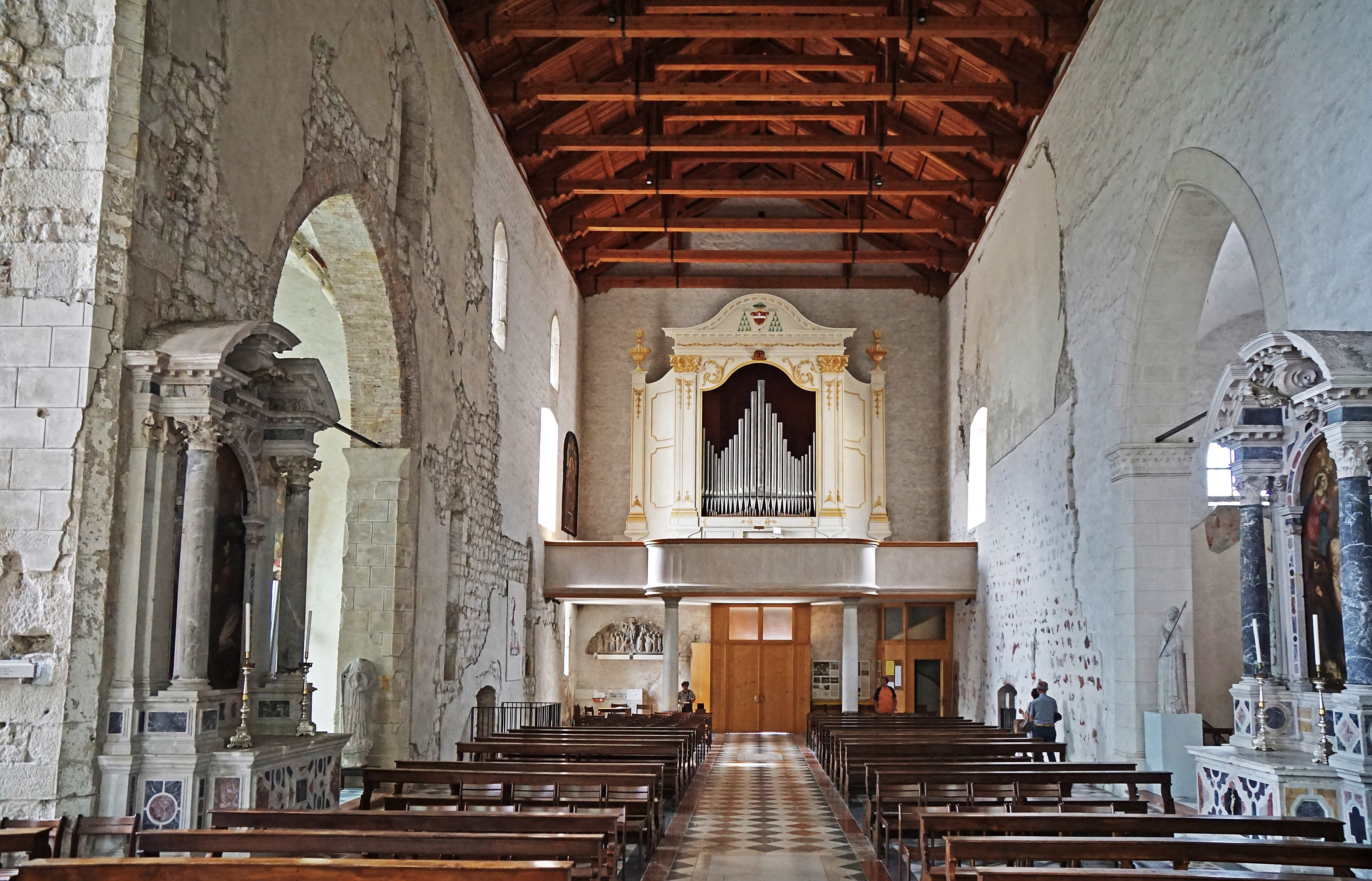
Blick gegen die Orgelempore

- Der Dom des Heiligen Apostels Andreas (il Duomo di Sant'Andrea Apostolo). Der Bau wurde 1300 begonnen. Am 2. August 1338 wurde der Dom vom Patriarchen von Aquilea Bertrando geweiht. Das Tympanon des romanischen Hauptportals im Westen zeigt eine Kreuzigungsszene. Das Original aus dem 14. Jahrhundert hängt in der Kirche. Der Innenraum hat einen kreuzförmigen Grundriss mit einer Haupt- und zwei Nebenapsiden an den Kreuzarmen im Osten. In der linken, nördlichen Apsis sind Fresken des 14. Jahrhunderts zu sehen. Dargestellt sind die Weihe des Domes, der hl. Martin und der Bettler, der hl. Georg bewahrt die Prinzessin vor dem Drachen, links daneben ein Gnadenstuhl.

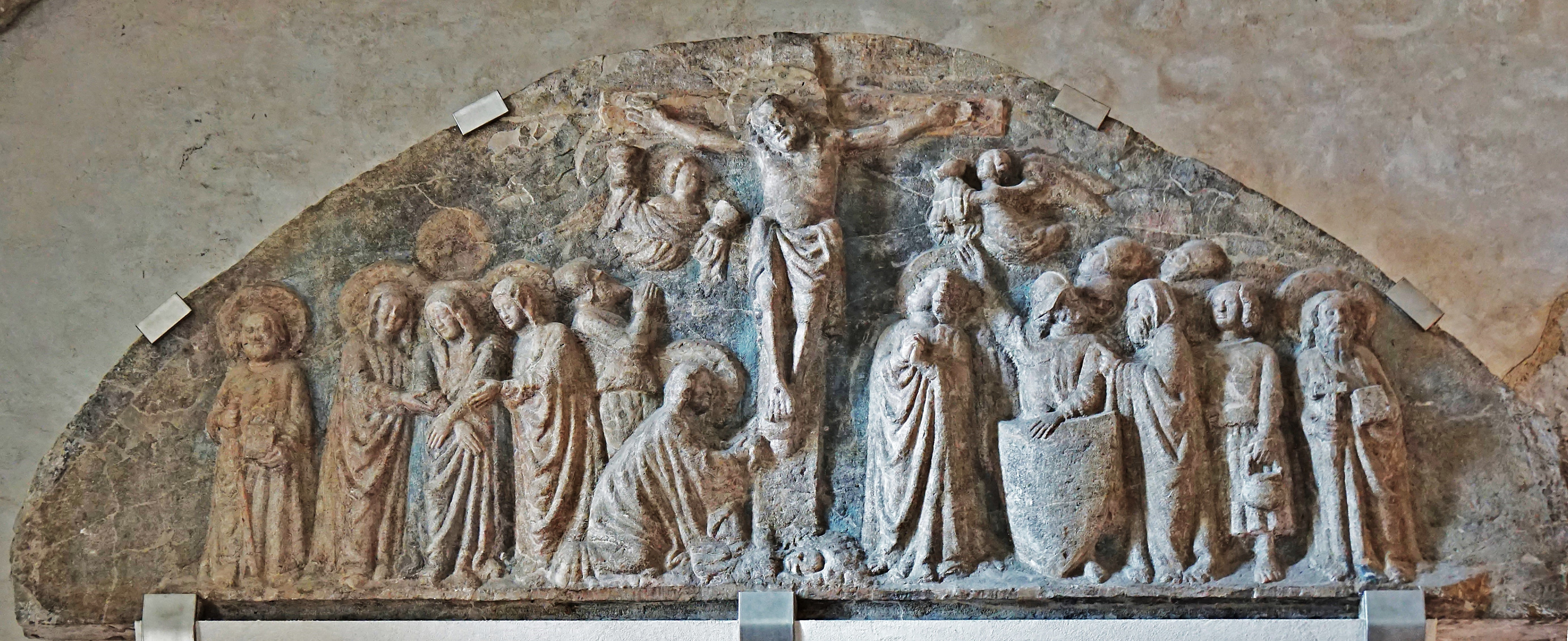
Original des Hauptportal-Tympanons
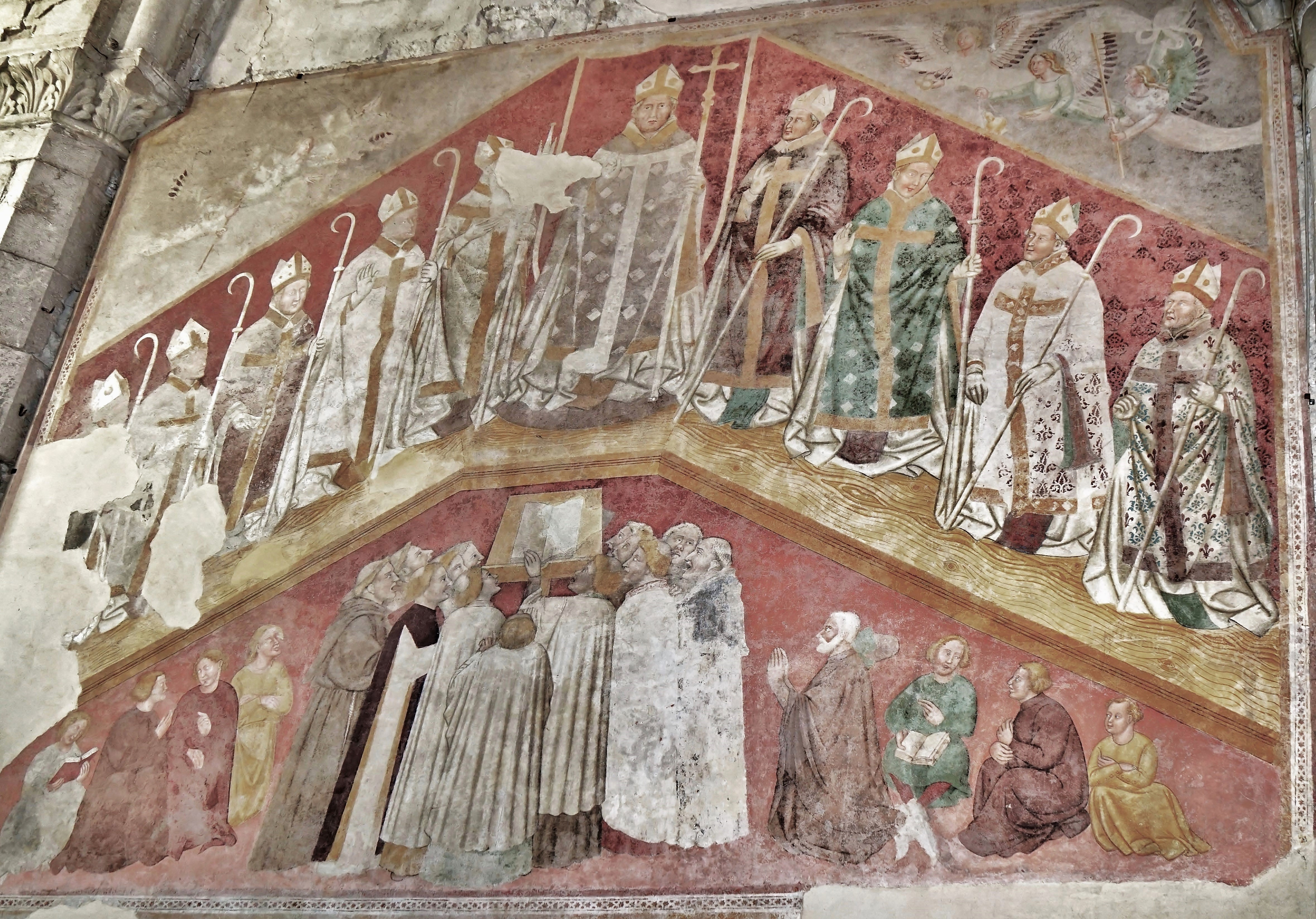
Fresko, Weihe des Domes
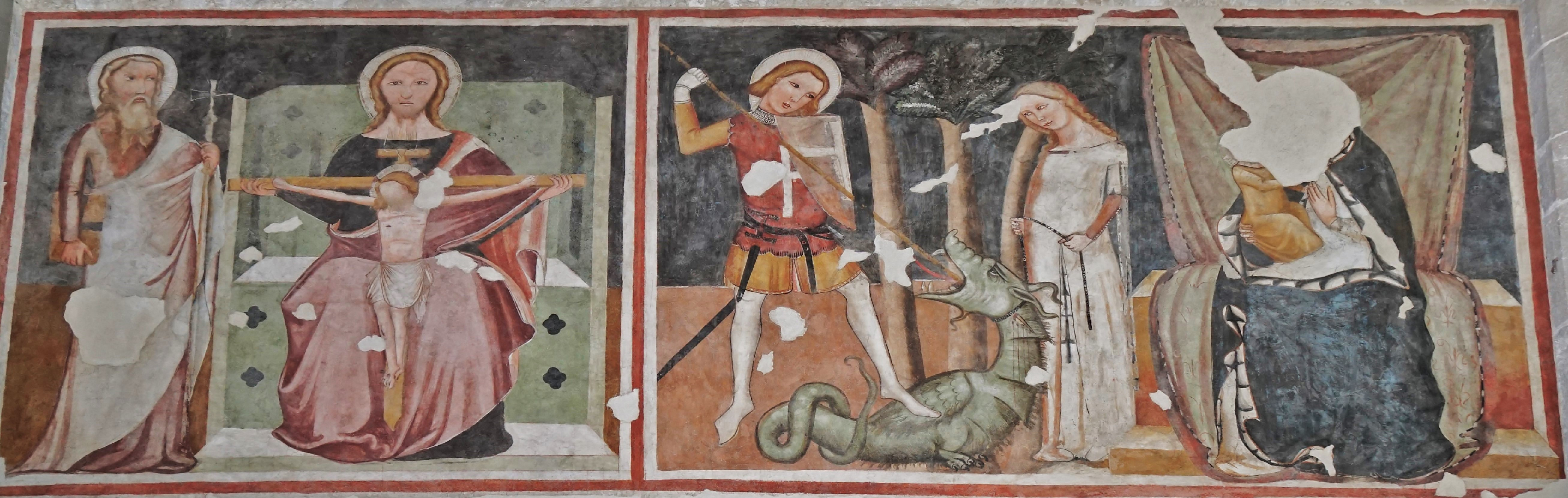
Fresken mit dem hl. Georg

In der südlichen Apsis steht zwischen zwei Apostelstatuen eine farbig gefasste Pietà aus Sandstein (frühes 14. Jahrhundert) aus dem deutschsprachigen Raum. Das Holzkruzifix (15. Jahrhundert) stammt von einer friulanischen Schule. In der Cappella del Gonfalone ist eine Beweinung Christi, von Giovanpietro da Mure zwischen 1514 und 1521 aus Lindenholz angefertigt, aufgestellt. Zu sehen sind Konsolstatuen des hl. Andreas (Ende 15. Jahrhundert), des hl. Mauro (17. Jahrhundert) und des Patriarchen Bertrando (1985). Ein Taufstein und zwei Weihwasserbecken sind Werke von Bernardino da Bissone (16. Jahrhundert). Eine moderne Holzskulptur wurde 1996 geschnitzt. Die Orgel wurde 1792 von Gaetano Callido gebaut.

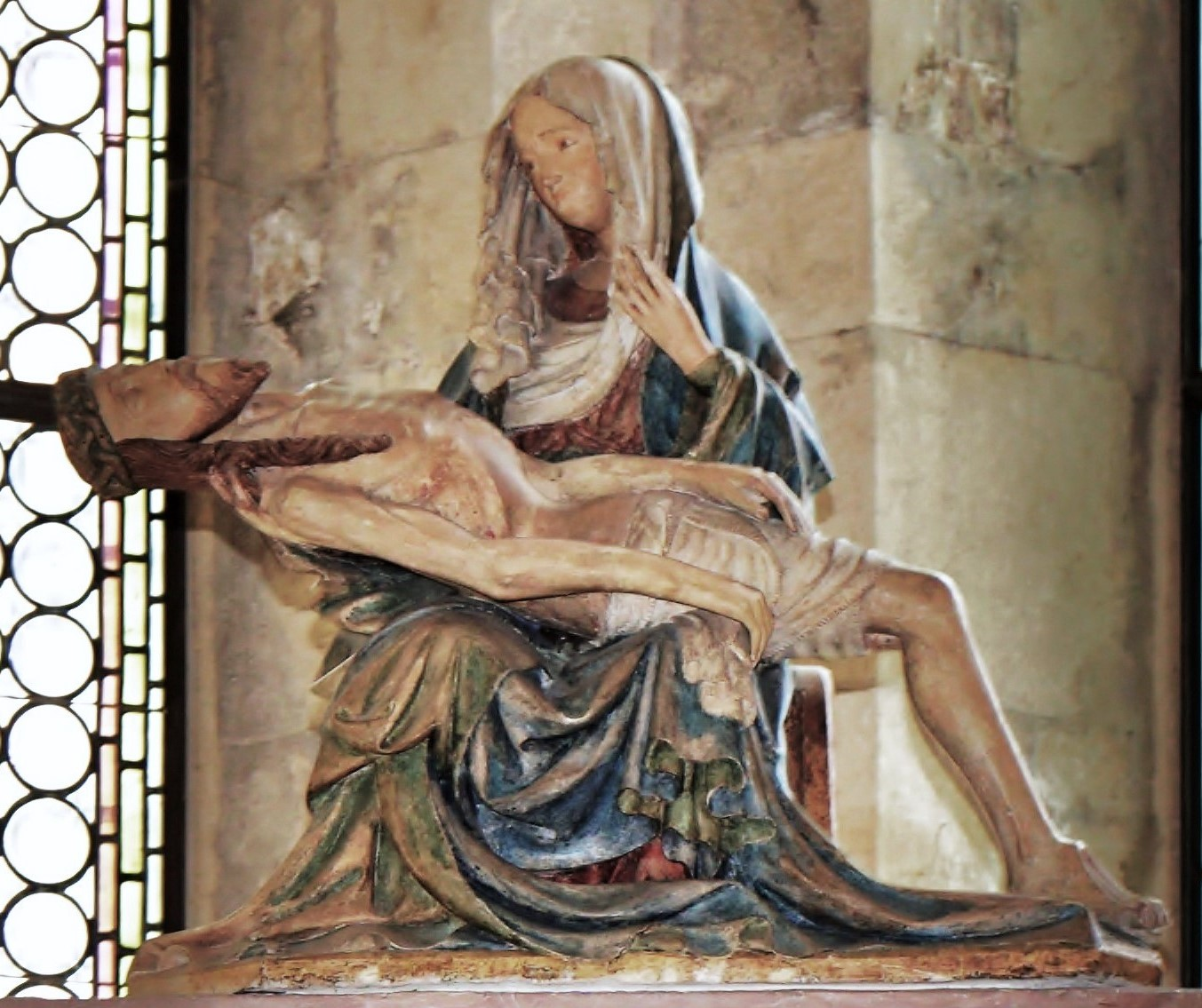
Pietà
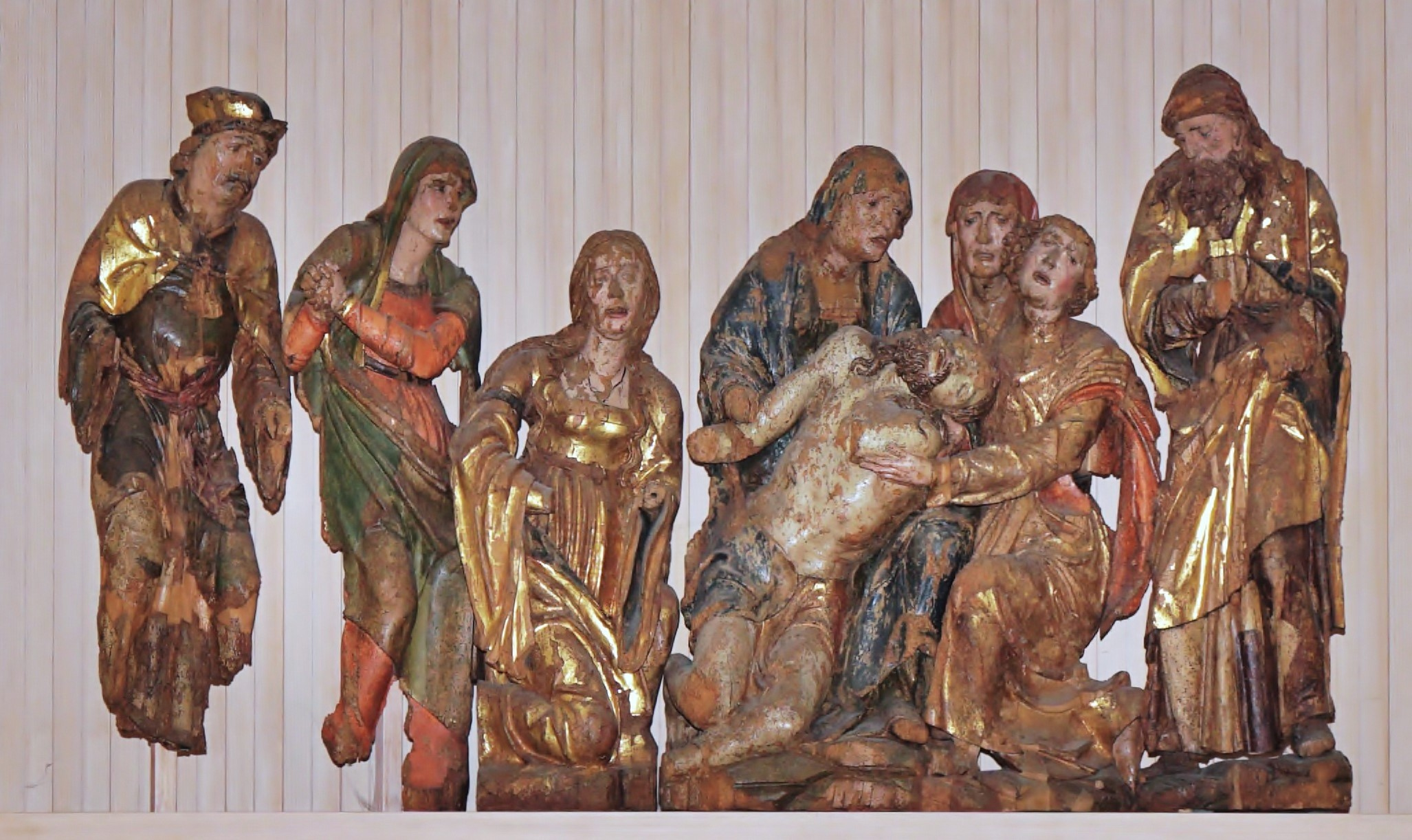
Beweinung Christi
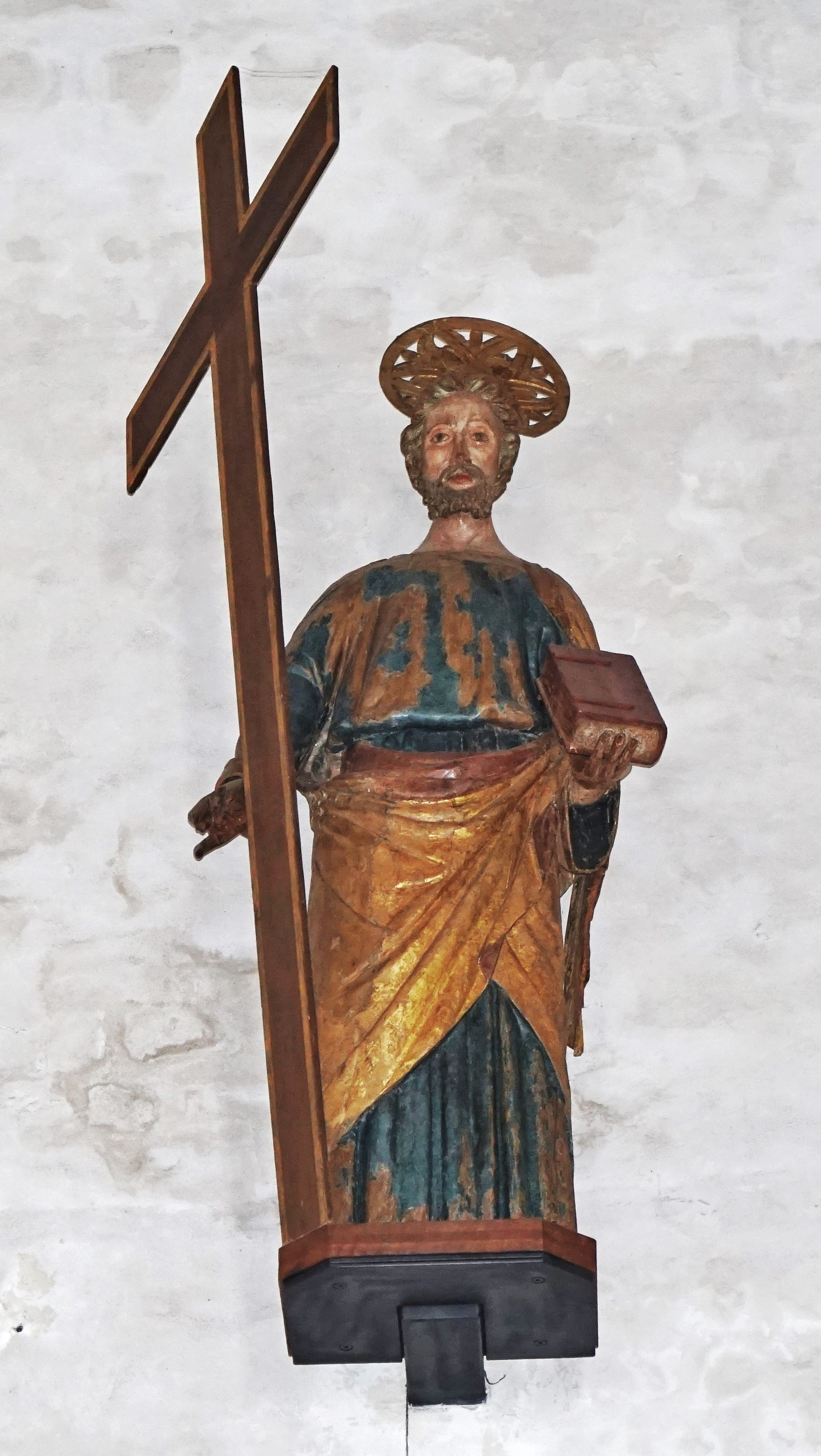
Hl. Andreas
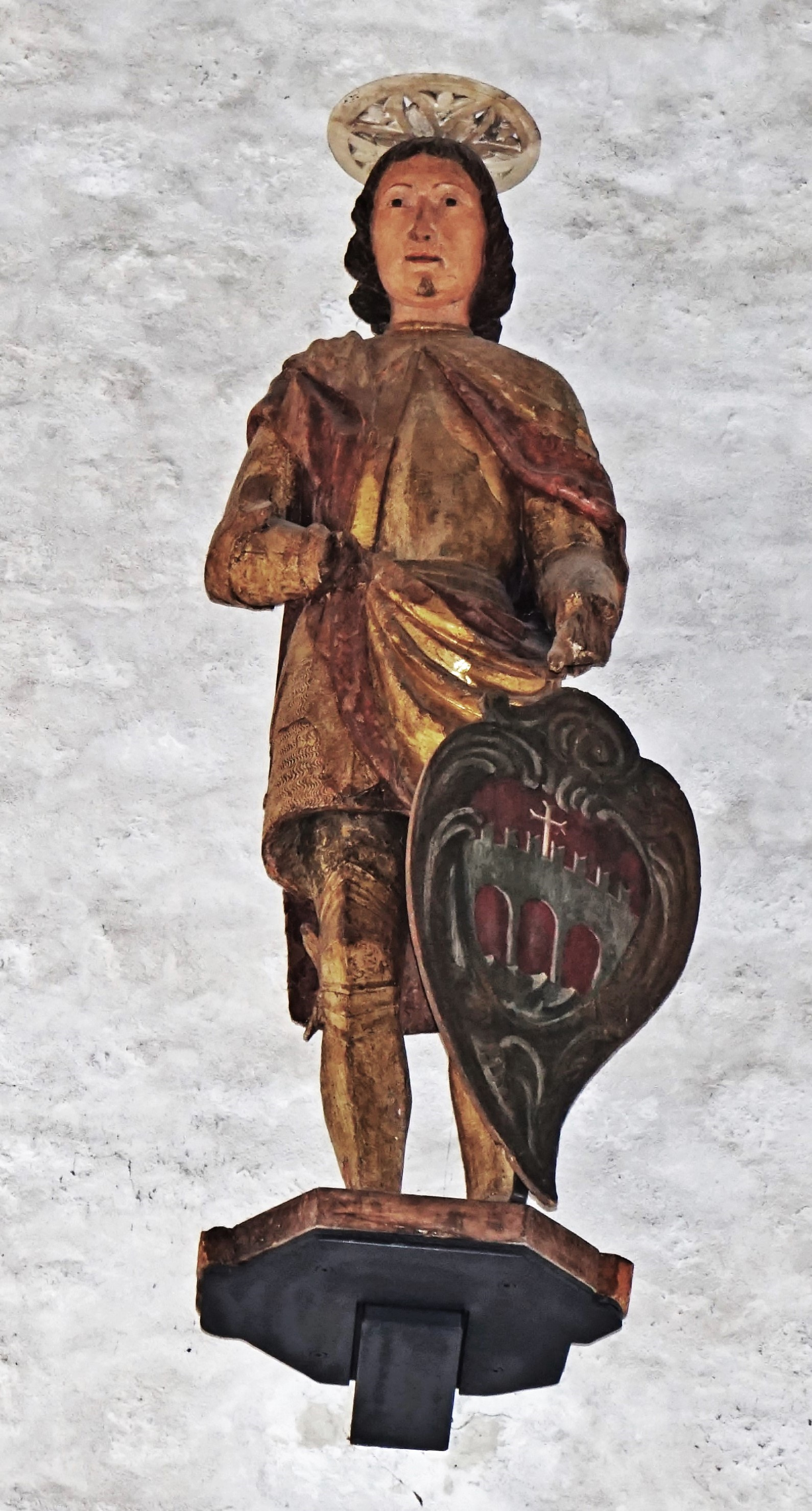
Hl. Mauro
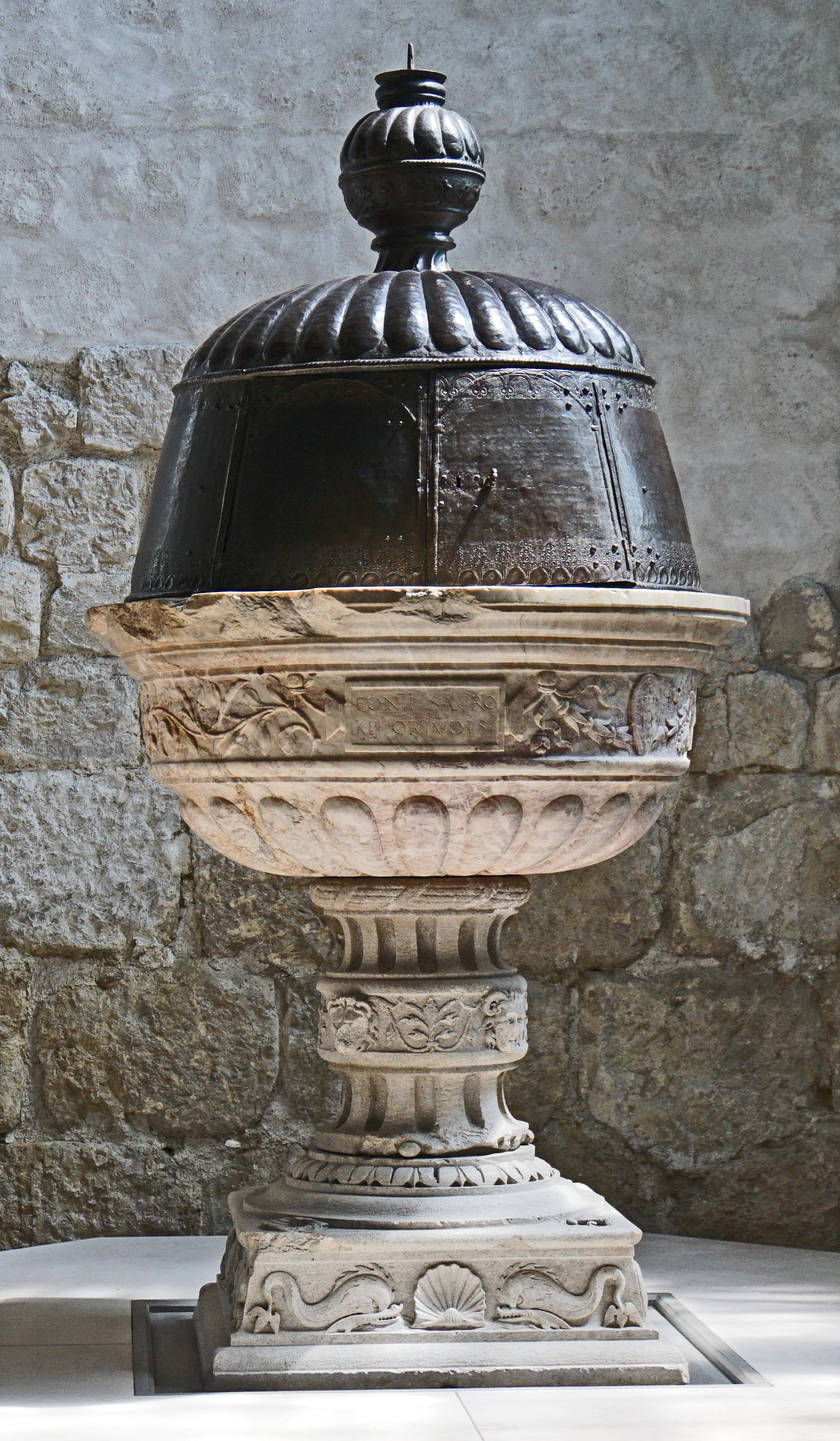
Taufstein
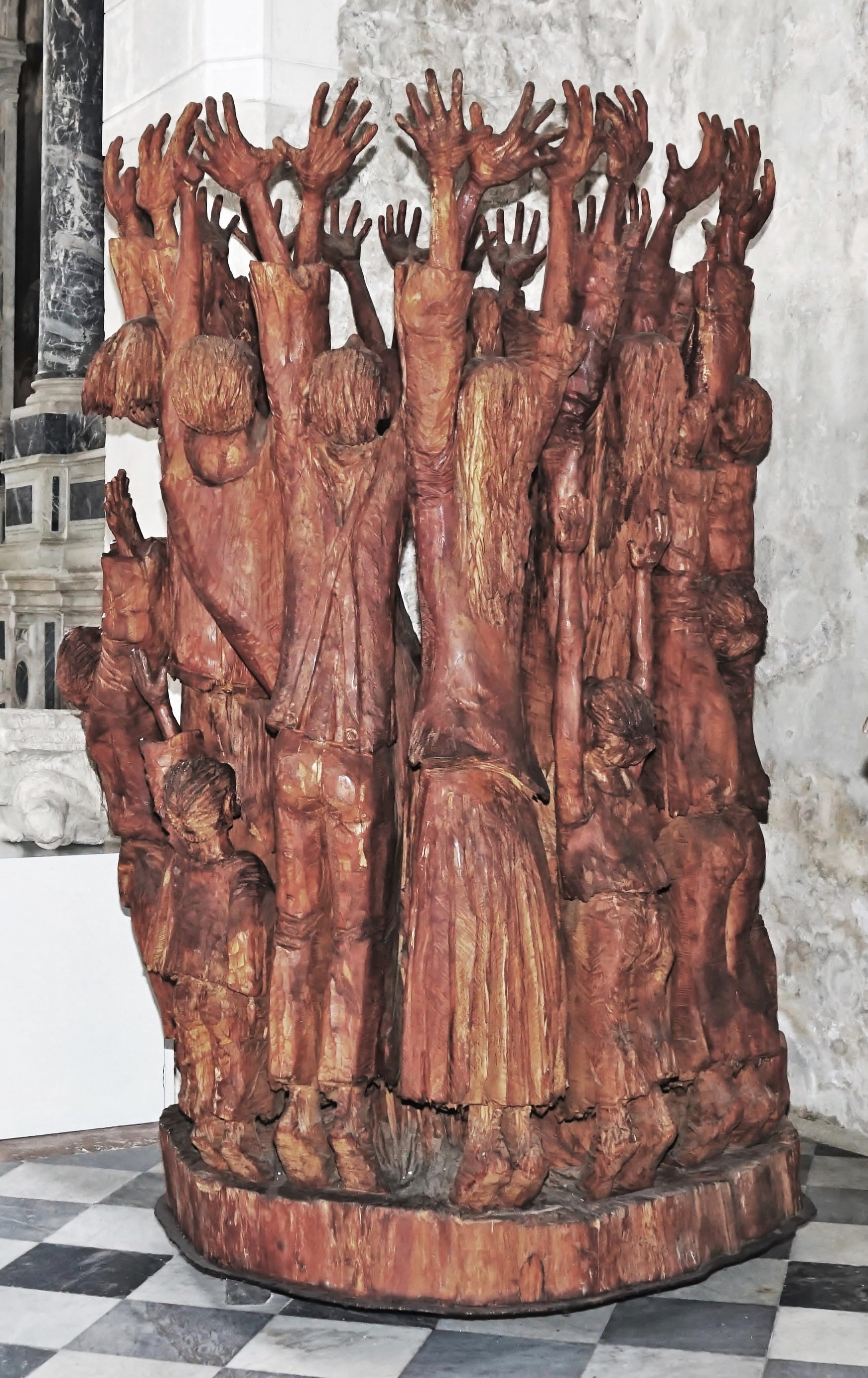
Holzskulptur

- In der Cappella di San Michele sind historische Mumien zu sehen. Die Ursache der Mumifizierung wird einem raschen Wasserentzug durch den Pilz Hypha bombycina Pers. und dem hohen Gehalt an Calciumsulfat im Boden zugeschrieben, eindeutige Nachweise fehlen aber.[4][5] Nach einer Legende soll sich Napoleon bei seinem Durchmarsch durch Venzone gewünscht haben, hier begraben zu werden, um so der Nachwelt erhalten zu bleiben. Die Fresken stammen von einer friulanischen Schule.

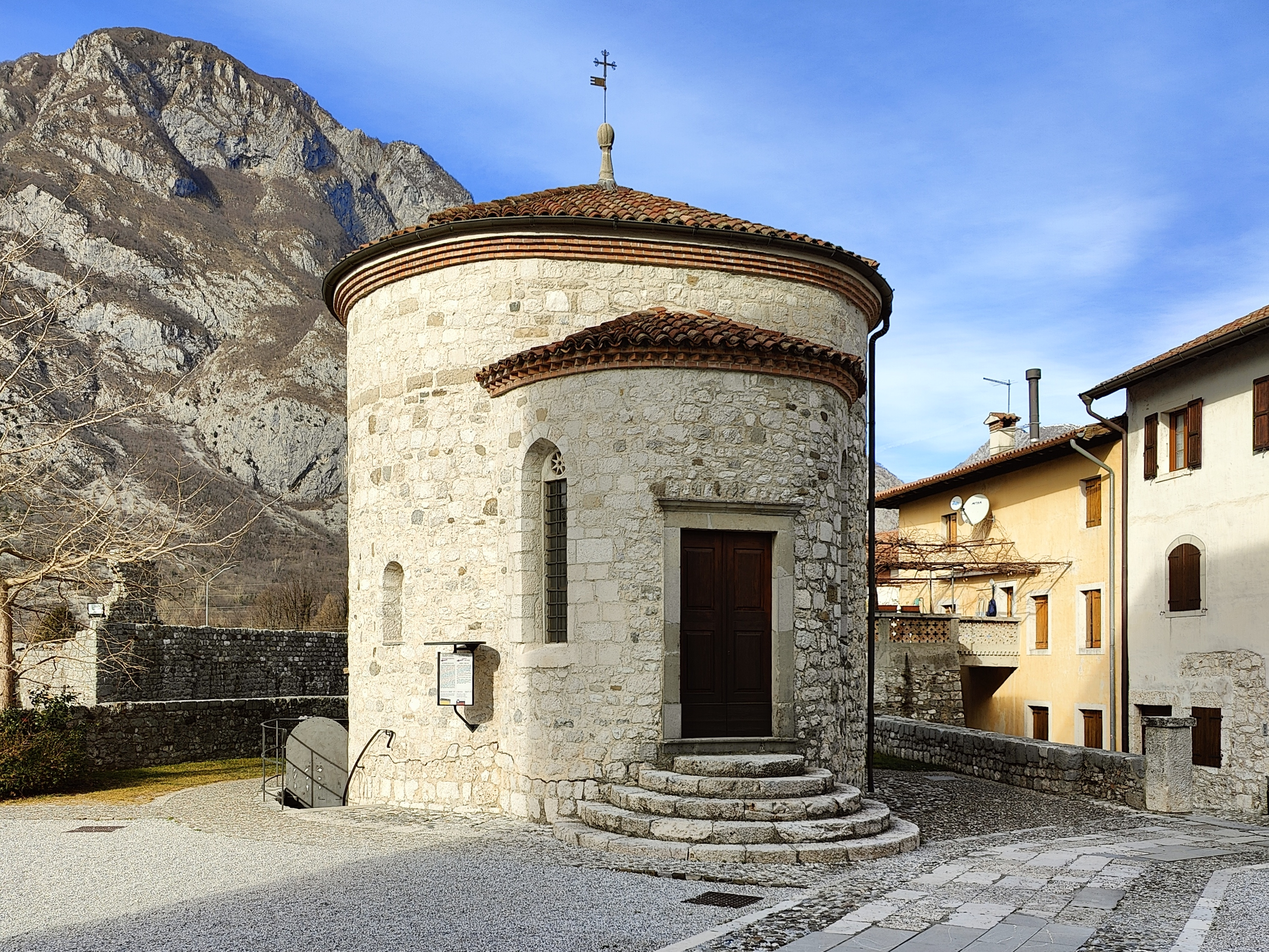
Romanische Kapelle San Michele
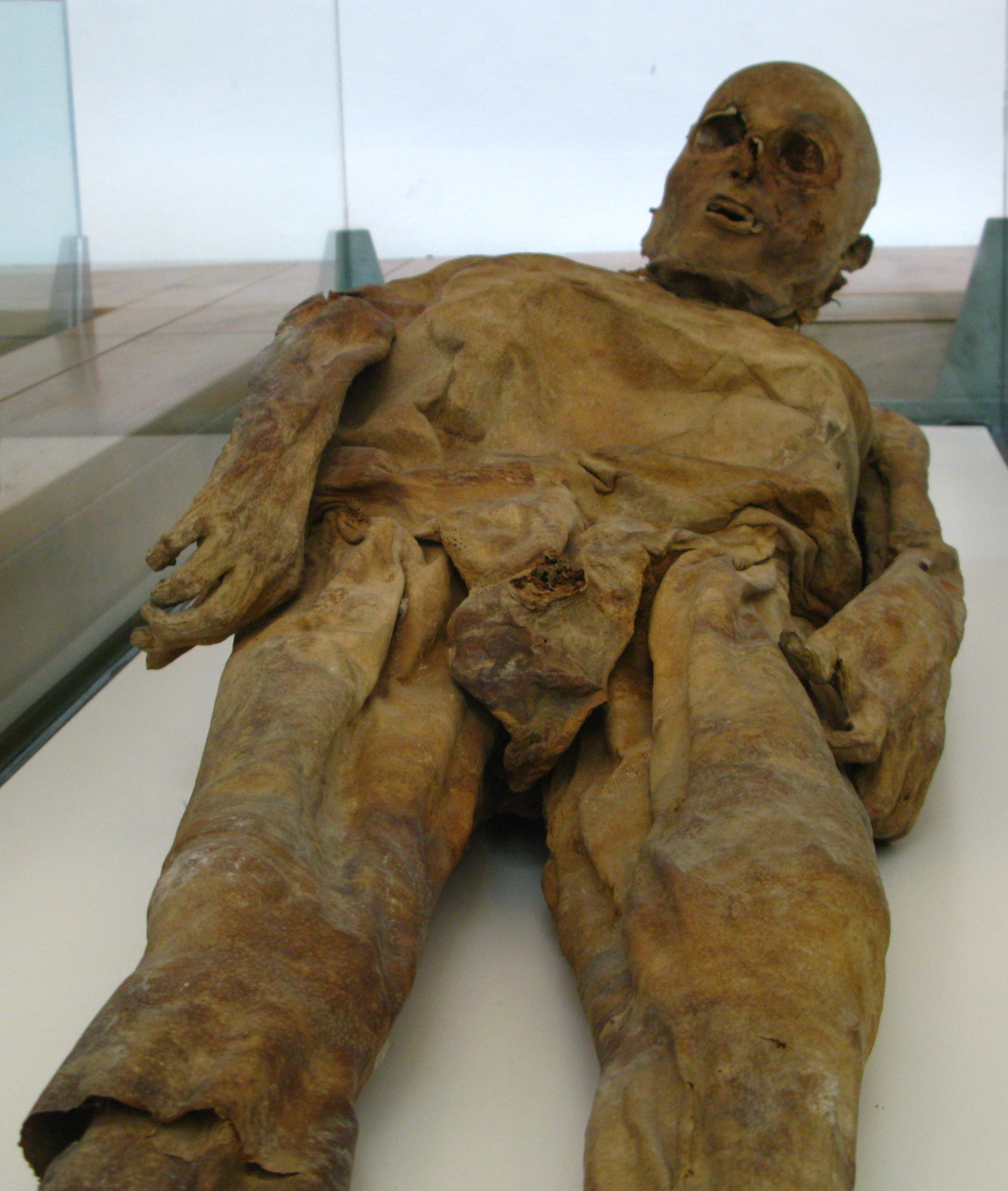
Mumie

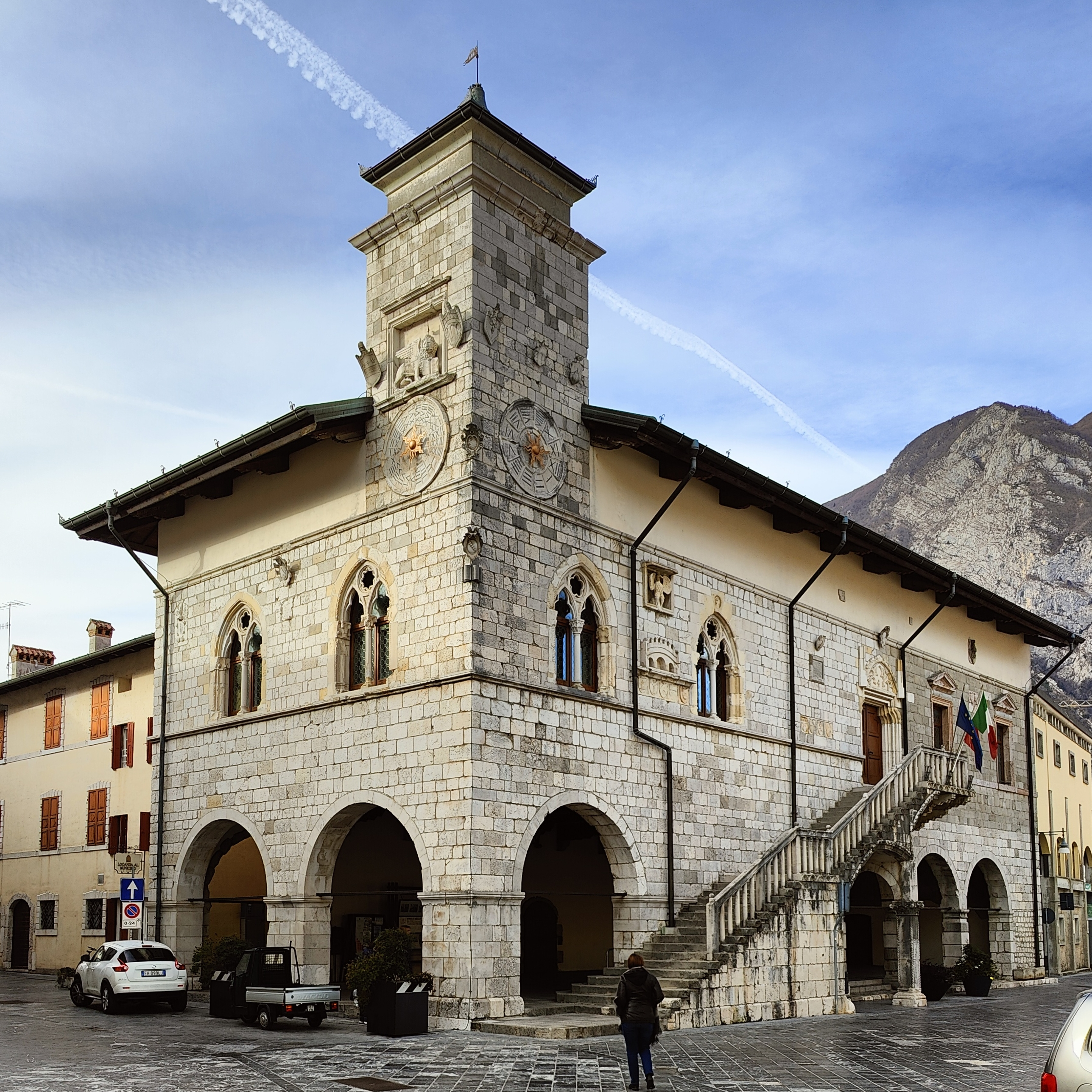
Rathaus-Palast aus dem 14. und 15. Jahrhundert

- Am Hauptplatz befinden sich die Casa Calderari und das Rathaus (1390–1410): das Erdgeschoss mit einer geöffneten Loggia und mit Fresken von Pomponio Amalteo (15. Jahrhundert) und das Obergeschoss, das über eine Außentreppe erreichbar ist, mit einer Reihe von zweibogigen Fenstern. Auf einem Türmchen an der Ecke ist eine Uhr und eine Skulptur mit dem Löwen von San Marco angebracht, dem Wahrzeichen Venedigs. In der Mitte des Platzes befindet sich vor dem Palazzo Radiussi mit seinen unechten gotischen dreibogigen Fenstern und dem Renaissanceportal ein Brunnen aus dem Jahr 1878.

- Von der Kirche des Hl. Giovanni Battista aus dem 14. Jahrhundert ist heute nur noch die Fassade zu sehen. Folgt man der Hauptstraße weiter zur anderen Seite des Ortes, erreicht man die Porta San Genesio (1309). Dies ist das einzige Stadttor, das all die Jahre und Erdbeben unversehrt überstanden hat. Durch diese Hauptstraße kommt man noch zum Palazzo Orgnani Martina (16. Jahrhundert).

## Regelmäßige Veranstaltungen
- „Festa della Zucca“, Kürbisfest im Oktober[6]

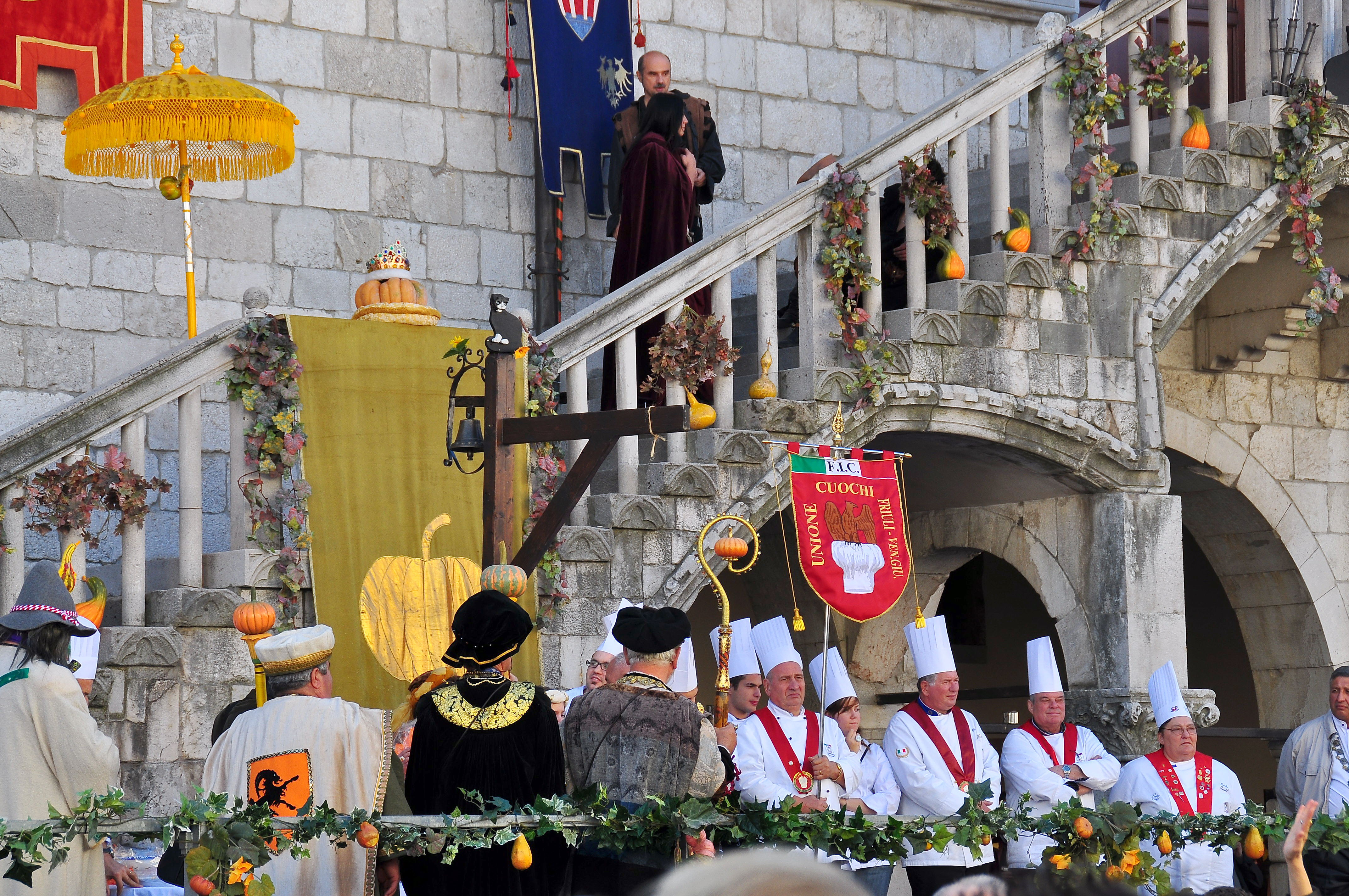
Kürbisfest – „Festa della Zucca“
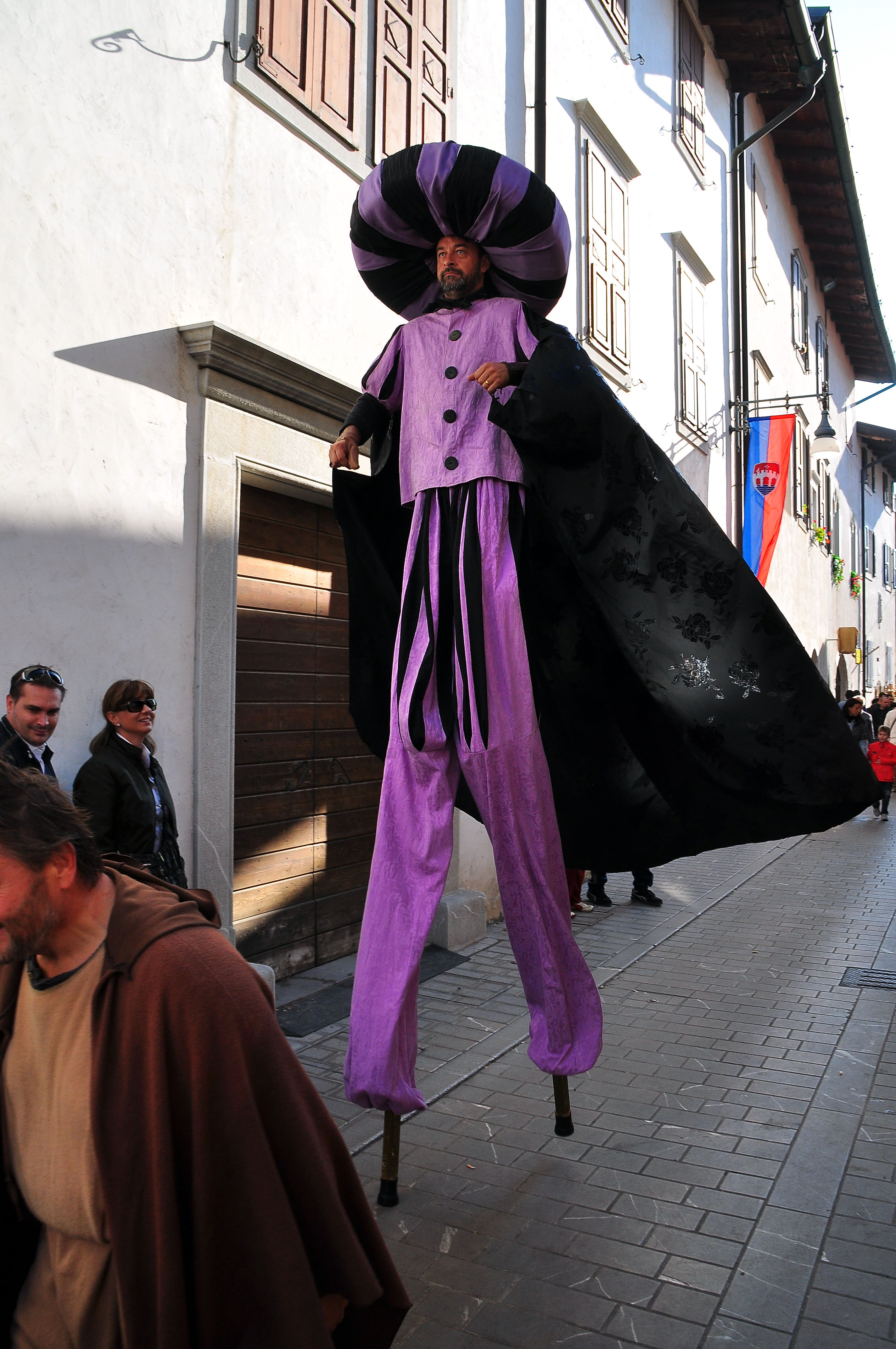
Maske auf dem mittelalterlich geprägten Kürbisfest

## Persönlichkeiten
- Francesco Mantica (1534–1614), Kardinal